# Schüco
Schüco International KG er en tysk producent af vinduer, døre og facadeløsninger.
Schüco-Gruppen er aktiv i 80 lande. I 2021 havde de 6.330 ansatte og en omsætning på 2 mia. euro.
Virksomheden blev grundlagt i 1951 af Heinz Schürmann som et metalbyggefirma for butiksvinduer.